# Olios stictopus
Olios stictopus là một loài nhện trong họ Sparassidae.
Loài này thuộc chi Olios. Olios stictopus được Mary Agard Pocock miêu tả năm 1898.